# Herbert Honz
Herbert Honz (* 5. September 1942 in Böhringen) ist ein ehemaliger deutscher Radrennfahrer und nationaler Meister im Radsport.

## Sportliche Laufbahn
Honz, der für die Radlerfreunde Bocholt startete, bestritt vorwiegend Bahnrennen. Seinen ersten nationalen Titel erkämpfte er 1965 im 1000-Meter-Zeitfahren. Diese Meisterschaft gewann er auch 1966, 1967 und 1968. In seinem ersten Meisterschaftsjahr gewann er zudem den Titel in der Mannschaftsverfolgung (mit Karl-Heinz Henrichs, Klaus Kobusch und Udo Sevink). Gemeinsam mit Karl Link wurde er 1966 deutscher Meister im Zweier-Mannschaftsfahren. Auch in der Mannschaftsverfolgung gewann sein Team wiederum den Titel. Weitere Meisterschaften gewann er in der Mannschaftsverfolgung von 1967 bis 1970, 1971 und 1972 holte er jeweils die Silbermedaille. Honz startete bei den Olympischen Sommerspielen 1968 in Mexiko-Stadt und wurde Zehnter im 1000-Meter-Zeitfahren. Bei den UCI-Bahn-Weltmeisterschaften 1966 wurde er mit der deutschen Mannschaft Zweiter im Vierer-Wettbewerb.

## Berufliches
Honz absolvierte eine Ausbildung zum kaufmännischen Angestellten.